# 채즙

녹즙기로 녹즙 짜기

채즙(菜汁) 또는 채소즙(菜蔬汁)은 채소의 잎이나 열매, 뿌리 등을 갈아 만든 즙이다. 녹즙(綠汁)은 채소 주로 녹색 채소를 갈아 만든 것을 가리키지만, 넓은 의미로는 당근과 같이 녹색이 아닌 채소를 갈아 만든 것도 포함한다. 당근, 토마토 등의 즙은 그대로 채소 주스(菜蔬juice)로 마시기도 하며, 감자, 오이 등의 즙은 피부에 바르기도 한다.

## 사진

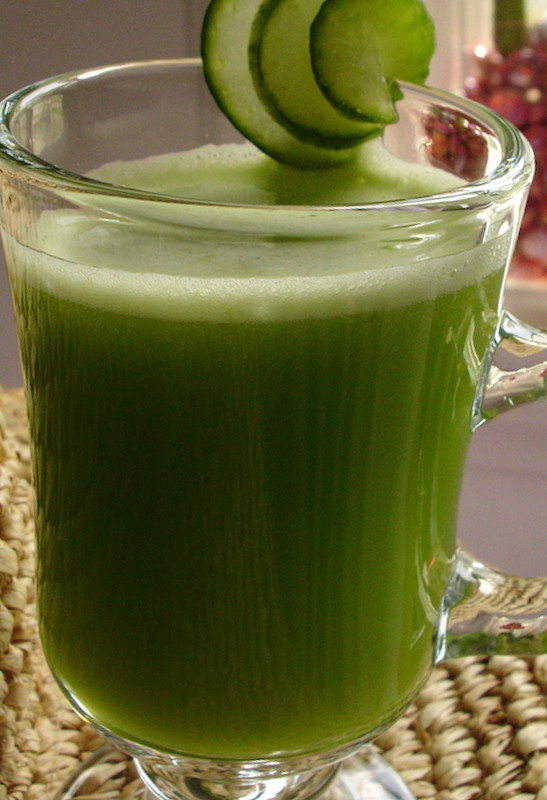
오이·셀러리·사과 주스
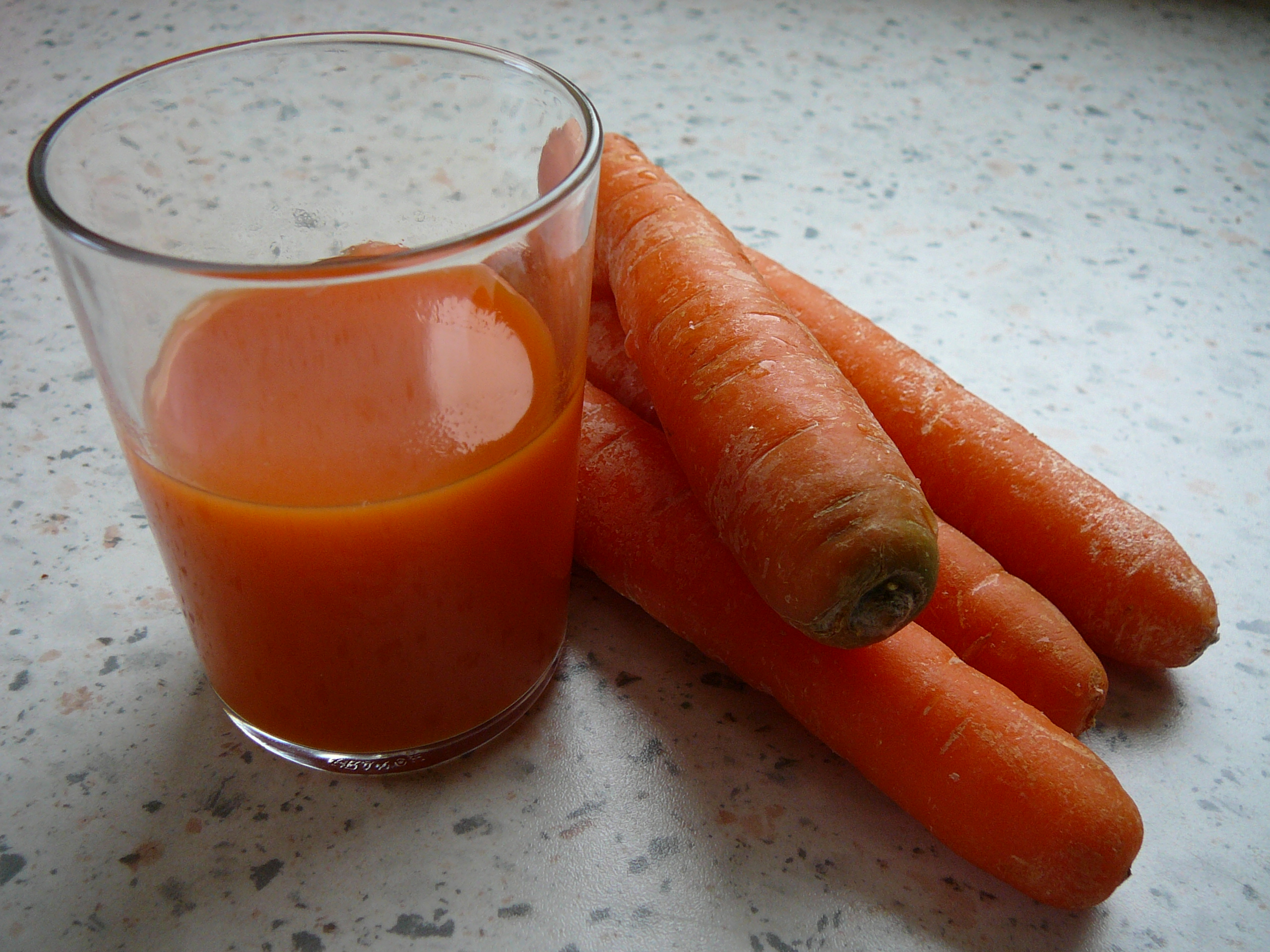
당근 주스

## 같이 보기
- 녹즙기
- 과즙
- 육즙